# Изотов, Владимир Викторович
Владимир Викторович Изотов (род. 10 сентября 1955 года, Москва, СССР) — советский и российский актёр театра и кино. В 1977 году окончил Российский институт театрального искусства — ГИТИС. В кино дебютировал в студенческие годы, сыграв роль Васеньки Сарафанова в фильме Виталия Мельникова «Старший сын». Среди киноролей Изотова 1970-х годов — Ромуальд («Ярославна, королева Франции») и Антон Крецу («Здравствуйте, я приехал!»). С 1977 по 1991 год — актёр Театра на Малой Бронной. В начале 1990-х годов исчез с экранов.

## Происхождение. Детские годы
Владимир Изотов родился 10 сентября 1955 года в Москве.
- Отец — Виктор Изотов, в 1970-е годы работал главным конструктором в КБ[8][9];
- Мать[уточнить]: была долгожительницей и работала до 80 лет[10][11], осенью 2021 года она скончалась в возрасте 93-х лет[10],
- Брат: Алексей[7].
- Дядя: Эдуард Изотов (1936—2003) — актёр, известный по роли Ивана в фильме Александра Роу «Морозко»
  - Дочь Эдуарда: актриса Вероника Изотова (1960) — двоюродная сестра Владимира[12].

Владимир ещё школьником решил связать свою судьбу с актёрской профессией, играть в кино и подниматься на театральную сцену.

## ГИТИС. Первая роль в кино[14]
В 1973 году после школы Изотов поступил на актёрский факультет ГИТИСа на курс к режиссёру и педагогу Андрею Гончарову, который тогда работал главным режиссёром Московского академического театра имени Владимира Маяковского, Изотов был его достойным учеником. Андрей Гончаров занимал своих студентов в эпизодах и массовых сценах в спектаклях театра, повезло и Изотову, он участвовал в таких спектаклях как: «Неопубликованный репортаж» Рустама Ибрагимбекова, «Венсеремос! (Интервью в Буэнос-Айресе)» Генриха Боровика и «Да, здравствует королева, виват!» Роберта Болта, в котором выходил на сцену в образе королевского гвардейца, в спектакле вместе с Изотовым участвовали Виктор Власов, Михаил Езепов и Сергей Рубеко в образе гвардейцев.
В одном из этих спектаклей присутствовал режиссёр Виталий Мельников, который снял такие фильмы как: «Начальник Чукотки», «Семь невест ефрейтора Збруева» и «Здравствуй и прощай». Когда он увидел Изотова в спектакле, он сразу понял, что перед ним «Сарафанов-младший», настолько будущий актёр ему показался интеллигентным, наивным, одухотворенным и мягкосердечным. Виталий Мельников понимал, что если Изотову где-то не хватит мастерства актёра, то он сторицей окупит это своей органичностью и сходством характера с героем Александра Вампилова.
На съемочную площадку фильма «Старший сын» Изотова привела ассистент по актёрам киностудии «Ленфильм» Татьяна Бузян. Претендент на роль Васеньки Сарафанова сразу приглянулся режиссёру. Во всем облике начинающего артиста чувствовалась порода и угадывалось дворянское происхождение. Рост — 185 сантиметров, высокий лоб и хрупкое телосложение. Виталий Мельников утвердил Изотова на роль с первого раза. Съёмки фильма проходили в 1975 году, место съемок — пригород Ленинграда, район станции Ржевка, премьера фильма состоялась 20 мая 1976 года на Центральном телевидении СССР.
В 1977 году Изотов окончил ГИТИС уже известным актёром, так как до этого успел прославиться в фильме «Старший сын». Когда пришла пора распределения выпускников по театрам, Изотов вместе с Виталием Москаленко пошел служить в Театр на Малой Бронной. В то время бывший учитель Изотова Андрей Гончаров взял в театр Маяковского восемь человек, среди которых были Сергей Рубеко, Александр Самойлов, Ирина Домнинская и Елена Козлитина. Возможно, если бы Андрей Гончаров пригласил Изотова в свой театр, его творческая судьба сложилась бы более удачно, но она так и не сложилась.

## В «Театре на Малой Бронной» (1970-е и 1980-е годы)
С 1977 по 1991 год Изотов служил в Театре на Малой Бронной. В 1977 году режиссёр Анатолий Эфрос, работавший в Театре на Малой Бронной с 1967 по 1984 год, поставил спектакль «Женитьба» по одноимённому произведению писателя Николая Гоголя и пригласил туда Изотова на эпизодическую роль чиновника, на которую он проходил пробы, Изотов дебютировал именно в этом спектакле.
За 14 лет служения в театре Изотов сыграл около тридцати ролей, в большинстве случаев это были небольшие роли, амплуа Изотова — молодые герои в классическом и современном репертуарах, такие как: Винченцо («Королевские цветы»), Саша («Отпуск по ранению»), Роджер Доремус («Лето и дым»), Гусман («Дон Жуан»), Степан Лукин («Варвары»), Принц («Золушка») и Мурзавецкий («Волки и овцы»).
В мае 1991 года Изотов написал объявление об уходе из театра по собственному желанию. Мотивы его поступка тогда были непонятны многим, причиной тому стала любовная драма. Создалось тревожное впечатление, что с Изотовым явно случилось беда, особенно оно усилилось после бесед с его бывшими коллегами по театру и кино. Некоторые из них видели его в разное время работающим на бензозаправке и бесцельно бродящим по перрону метро в неприглядном виде. Также есть свидетельство того, что в конце 1990-х годов Изотов предпринимал попытку вернуться в профессию, он приходил на собеседование к главному режиссёру областного ТЮЗа в Царицыно, но его возвращение на сцену так и не состоялась, он получил отказ.

## В кинематографе (1970-е и 1980-е годы)
После съемки в фильме «Старший сын» Изотов снялся в других фильмах, в которых в основном сыграл второстепенные и эпизодические роли, которые были менее значительными и малозапоминающимися для зрителей, в его фильмографии всего 8 фильмов, их жанры: приключенческий истерн, исторический фильм, драма, комедия и мистический триллер.

## На телевидении (1970-е и 1980-е годы)

### Телеспектакли
Кроме театра и кино Изотов участвовал на телевидении, он снимался в 6 телеспектаклях, некоторые из них поставлены Театром на Малой Бронной.

#### «Вечер воспоминаний»
В 1978 году Изотов дебютировал в телеспектакле «Вечер воспоминаний», снятом по одноимённой повести Георгия Березко, написанной в 1977 году до премьеры телеспектакля, там Изотов сыграл главную роль Евгения Сведомского в юности.

#### «Варвары»
В 1979 году Изотов снялся в телевизионной версии спектакля «Варвары», в котором сыграл роль студента Степана Лукина.

#### «Дачная жизнь»
В 1979 году Изотов снялся в телеспектакле «Дачная жизнь», в котором сыграл эпизодическую роль кузена Саши.

#### «Отпуск по ранению»
В 1983 году Изотов снялся в телевизионной версии спектакля «Отпуск по ранению», в котором сыграл эпизодическую роль Саши.

#### «Лунин, или смерть Жака»
В 1986 году Изотов снялся в телевизионной версии спектакля «Лунин, или смерть Жака», в котором сыграл эпизодическую роль мундира на балу.

#### «Мегрэ у министра»
В 1987 году Изотов снялся в телеспектакле «Мегрэ у министра», в котором сыграл эпизодическую роль секретаря Рене Фалка, роль в телеспектакле является последней для Изотова.

## Творчество

### Роли в театрах

#### «Московский академический театр имени Владимира Маяковского»
| Спектакль | Роль                 | Комментарии           |
| --- | -------------------- | --------------------- |
| «Неопубликованный репортаж (Своей дорогой)» Рустама Ибрагимбекова. Режиссёр: Андрей Гончаров. Премьера: 1974 год. | роль в массовке      | сезон 1974—1975 годов |
| «Венсеремос! (Интервью в Буэнос-Айресе)» Генриха Боровика. Режиссёр: Андрей Гончаров. Премьера: 1975 год.         | роль в массовке      | сезон 1974—1975 годов |
| «Да, здравствует королева, виват!» Роберта Болта. Режиссёр: Андрей Гончаров. Премьера: 12 мая 1977 года.          | королевский гвардеец | сезон 1976—1977 годов |

#### «Театр на Малой Бронной»
| Спектакль | Роль(и)                                                                         |
| --- | ------------------------------------------------------------------------------- |
| «Женитьба» Н. Гоголя. Режиссёр: А. В. Эфрос. Премьера: 14 марта 1975 года.                                                                      | чиновник                                                                        |
| «Веранда в лесу» И. Дворецкого. Режиссёр: А. В. Эфрос. Премьера: 19 марта 1978 года.                                                            | Коля                                                                            |
| «Дон Жуан» Ж. -Б. Мольера. Режиссёр: А. В. Эфрос. Премьера: 14 апреля 1973 года.                                                                | Гусман                                                                          |
| «Жестокие игры» А. Н. Арбузова. Режиссёр: Л. К. Дуров. Премьера: 7 апреля 1979 года.                                                            | Терентий                                                                        |
| «Волшебник Изумрудного города» А. Волкова. Режиссёр: И. И. Судакова.                                                                            | добрый сосед, помощник фокусника, первый житель волшебной страны, трусливый лев |
| «Голый король» Е. Шварца. Режиссёр: Е. Н. Драгунов.                                                                                             | секретарь                                                                       |
| «Королевские цветы» Н. Светозарова и А. Щербакова по мотивам сказки Дж. Родари «Джакомо-стеклышко». Режиссёр: М. Е. Веснин. Премьера: 1970 год. | Винченцо                                                                        |
| «Лунин, или смерть Жака» Э. С. Радзинского. Режиссёр: А. Л. Дунаев. Премьера: 26 июня 1979 года.                                                | Киселев, мундир на балу                                                         |
| «Варвары» М. Горького. Режиссёр: А. Л. Дунаев. Премьера: 1976 год.                                                                              | Степан Данилович Лукин, студент, племянник Ивакина                              |
| «Отпуск по ранению» В. Кондратьева. Режиссёр: А. Л. Дунаев. Премьера: 19 июля 1980 года.                                                        | Саша, друг Владимира Канаева                                                    |
| «Лето и дым» Т. Уильямса. Режиссёр: А. В. Эфрос. Премьера: 11 октября 1980 года.                                                                | Роджер Доремус                                                                  |
| «А все-таки она вертится?» А. Хмелика. Режиссёр: Л. К. Дуров. Премьера: 21 марта 1981 года.                                                     | Павлов                                                                          |
| «Волки и овцы» А. Н. Островского. Режиссёр: А. Л. Дунаев. Премьера: 1981 год.                                                                   | Мурзавецкий                                                                     |
| «Три сестры» А. П. Чехова. Режиссёр: А. В. Эфрос. Премьера: 6 апреля 1982 года.                                                                 | Владимир Карлович Родэ, подпоручик                                              |
| «Весельчаки» Н. Саймона. Режиссёры: К. Худяков и Л. К. Дуров. Премьера: 12 мая 1982 года.                                                       | сцена «Телевидение»                                                             |
| «Золушка» Е. Шварца. Режиссёр: Л. К. Дуров. Премьера: 30 октября 1983 года.                                                                     | принц                                                                           |
| «Вы чьё, старичьё?» Б. Васильева. Режиссёр: Е. Н. Лазарев. Премьера: 1984 год.                                                                  | юноша                                                                           |
| «Пути-перепутья» Ф. Абрамова. Режиссёр: Е. Н. Лазарев. Премьера: 26 марта 1986 года.                                                            | Вася, заведующий складом                                                        |
| «Одна калория нежности» Г. Данаилова. Режиссёр: Г. Р. Сайфулин. Премьера: 9 октября 1987 года.                                                  | Стефан                                                                          |
| «Татуированные души» Г. Стефановски. Режиссёр: С. Унковски. Премьера: 1987 год.                                                                 | татуировщик                                                                     |
| «Ксантиппа и этот, как его…» С. Алешина. Режиссёр: Л. К. Дуров. Премьера: 17 февраля 1988 года.                                                 | ученик                                                                          |
| «Мать Иисуса» А. Володина. Режиссёр: В. М. Портнов. Премьера: 1988 год.                                                                         | житель города                                                                   |
| «Вальпургиева ночь, или Шаги Командора» В. Ерофеева. Режиссёр: В. М. Портнов. Премьера: 23 марта 1989 года.                                     | Пашка Еремин, комсорг 3-й палаты                                                |

### Роли в кино
| Год  |    | Название                     | Роль                                                                                              |
| ---- | -- | ---------------------------- | ------------------------------------------------------------------------------------------------- |
| 1975 | тф | Старший сын                  | Васенька Сарафанов                                                                                |
| 1977 | ф  | Поединок в тайге             | белый офицер в кепи из отряда Ильи Федотовича                                                     |
| 1978 | ф  | Ярославна, королева Франции  | Ромуальд, странствующий рыцарь, давший обет молчания                                              |
| 1979 | тф | Здравствуйте, я приехал!     | Антон Лаврентьевич Крецу, выпускник политехнического ВУЗа, инженер-механик, снабженец, специалист |
| 1980 | тф | Ключ                         | Александр Ершов, муж Жени Степановой, детдомовец, учитель                                         |
| 1981 | ф  | Честный, умный, неженатый... | Толик, друг Артема Дольникова                                                                     |
| 1983 | ф  | Я готов принять вызов        | офицер                                                                                            |
| 1989 | тф | То мужчина, то женщина       | репортёр американской газеты                                                                      |
| 1991 | ф  | Пьющие кровь                 | эпизод                                                                                            |
| 2004 | с  | Охотники за иконами          | роль в массовке                                                                                   |

### Телевидение

#### Роли в телеспектаклях
| Год  |     | Название                 | Примечание |
| ---- | --- | ------------------------ | --- |
| 1978 | тсп | «Вечер воспоминаний»     | Телеспектакль по одноимённой повести Георгия Березко. Режиссёр: Константин Худяков; ЦТ (главная редакция литературно-драматических программ), цветной. Роль: пианист Евгений Сведомский в юности в годы Гражданской войны.         |
| 1979 | тсп | «Варвары»                | Телеспектакль по одноимённой повести Максима Горького. Режиссёры: Александр Дунаев и Владимир Семаков; творческое объединение «Экран» и Театр на Малой Бронной, цветной. Роль: Степан Данилович Лукин, студент, племянник Ивакина. |
| 1979 | тсп | «Дачная жизнь»           | Телеспектакль по мотивам рассказов Антона Чехова. Режиссёр: Павел Резников; ЦТ (главная редакция литературно-драматических программ), цветной. Роль: кузен Саша.                                                                   |
| 1983 | тсп | «Отпуск по ранению»      | Телеспектакль по одноименной повести Вячеслава Кондратьева. Режиссёры: Александр Дунаев и Владимир Семаков; творческое объединение «Экран» и Театр на Малой Бронной, цветной. Роль: Саша, друг Владимира Канаева.                  |
| 1986 | тсп | «Лунин, или смерть Жака» | Телеспектакль по одноименной повести Эдварда Радзинского. Режиссёры: Александр Дунаев, Владимир Семаков и Геннадий Сайфулин; творческое объединение «Экран» и Театр на Малой Бронной, цветной. Роль: Киселев, мундир на балу.      |
| 1987 | тсп | «Мегрэ у министра»       | Телеспектакль по одноименного романа Жоржа Сименона. Режиссёр: Вячеслав Бровкин; ЦТ (главная редакция литературно-драматических программ), цветной. Роль: Рене Фалк, секретарь Маскулена (2 серия).                                |

#### Участие в телепередачах
- 2022 — «Звезды сошлись» — гость студии (выпуск «На дне: истории знаменитостей на грани выживания»)